# Silnice II/132
Silnice II/132 je silnice II. třídy, která obsluhuje jižně položená města v okrese Pelhřimov (Horní Cerekev, Počátky a Žirovnice) s Jindřichovým Hradcem (Jarošov nad Nežárkou). Celková délka silnice je 26,345 km a patří tak mezi kratší silnice II. třídy.

## Vedení silnice

### Okres Jindřichův Hradec – Jihočeský Kraj
- celková délka 7,037 km

Silnice II/132 začíná na křižovatce s mezinárodní silnicí I/34 (E551) u Jarošova nad Nežárkou. Pokračuje kolem Hostějevsi, přes Zdešov, až na hranice Kraje Vysočina.

| Místo                | km    | Cíl                                  | Poznámka                                     |
| -------------------- | ----- | ------------------------------------ | -------------------------------------------- |
| Jarošov nad Nežárkou | 0,000 | Kamenice nad Lipou/Jindřichův Hradec | vyústění                                     |
| Zdešov               | 5,994 | III/1322 Brabec                      |                                              |
| Zdešov               | 6,198 | III/1323 Kamenný Malíkov             |                                              |
|                      | 7,037 |                                      | hranice okresů Jindřichův Hradec / Pelhřimov |

### Okres Pelhřimov – Kraj Vysočina
- celková délka 19,308 km - mostů: 7 - železničních přejezdů: 1 - podjezdů: 1 

Větší část své délky silnice II/132 prochází okresem Pelhřimov. Přichází od Zdešova a vede přes města Žirovnice a Počátky. Dále pak přes obce Léskovec a Horní Ves. V Horní Cerekvi pak silnice končí zaústěním do II/112.

| Místo         | km     | Cíl                                | Poznámka                                     |
| ------------- | ------ | ---------------------------------- | -------------------------------------------- |
|               | 7,037  |                                    | hranice okresů Pelhřimov / Jindřichův Hradec |
|               | 8,483  | III/1324 Vlčetín                   |                                              |
| Žirovnice     | 11,129 | III/1325 Litkovice                 |                                              |
| Žirovnice     | 11,223 | Kamenice nad Lipou                 |                                              |
| Žirovnice     | 11,340 | III/40912 Metánov                  |                                              |
| Žirovnice     | 11,757 | III/1327 Popelín                   |                                              |
| Žirovnice     | 12,521 | III/1328 Cholunná III/1329 Stojčín |                                              |
| Počátky       | 15,651 | Horní Vilímeč                      |                                              |
| Počátky       | 16,223 | III/13213 Ctiboř                   |                                              |
| Počátky       | 16,398 | III/13215 Polesí                   |                                              |
|               | 18,401 | III/13216 Heřmaneč                 |                                              |
| Horní Cerekev | 26,345 | Telč/Pelhřimov                     | zaústění                                     |